# San Barbaziano (Tribiano)
San Barbaziano è un nucleo abitato d'Italia, frazione del comune di Tribiano.
Al censimento del 21 ottobre 2001 contava 12 abitanti.

## Geografia fisica
La località è sita a 91 metri sul livello del mare.

## Storia
La chiesa parrocchiale, da cui ebbe origine la località, venne citata per la prima volta in un documento diocesano del 1261.
Dal 1674 fu feudo, come la vicina Tribiano, dei conti Melzi, e dal 1732 alla sua estinzione nel 1782 dei conti Allario.

## Società

### Religione
La località è sede di una parrocchia della diocesi di Lodi dedicata a san Barbaziano.